# Cắt sườn hạt dẻ
Accipiter castanilius là một loài chim trong họ Accipitridae.